# Azcárate O-E-1
Azcárate O-E-1 foi uma aeronave de reconhecimento e bombardeamento desenvolvida no México no final dos anos de 1920. Foi desenvolvida pelo General Brigadeiro Juan Francisco Azcárate e construído nas instalações da Talleres Nacionales de Construcciones Aeronáuticas (TNCA), próximo da Cidade do México. Uma versão de treino, Azcárate E-1 ("E" para Escuela) foi construída também. Ele foi um Sesquiplano convencional com trem de aterragem fixo, os assentos eram em tandem e o cockpit aberto.
Em setembro de 1928 o piloto Gustavo León e o Subtenente e mecânico Ricardo González partiram para uma circum-navegação aérea do México num O-E-1. A expedição foi finalizada após 10 986 quilômetros (6 830 milhas).
Foram desenvolvidos dois exemplares, um bombardeiro-leve e um de reconhecimento, tendo ambos entrado em produção limitada em Balbuena, tendo sidos produzidos três unidades da variante de bombardeamento e dez da variante de reconhecimento. Contudo, outras fontes referem que apenas 4 exemplares foram construídos.